# Graus decimais
Graus decimais (GD) expressa latitude e longitude coordenadas geográficas como frações decimais e são usadas em vários aplicativos Sistema de informação geográfica (GIS), web mapping, como OpenStreetMap e dispositivos GPS. Graus decimais são uma alternativa ao uso de graus, minutos e segundos (GMS). Tal como acontece com a latitude e a longitude, os valores são limitados por {\displaystyle \pm 90^{\circ }} e {\displaystyle \pm 180^{\circ }}, respectivamente.
As latitudes positivas estão a norte do equador, as latitudes negativas estão ao sul do equador. Longitudes positivas são a leste de Meridiano primário, longitudes negativas são a oeste do Meridiano de Greenwich. A latitude e a longitude geralmente são expressas nessa sequência, a latitude antes da longitude.

## Precisão
O raio do eixo semi-maior da Terra na Linha do equador é 6,378,137,0 metros resultando em uma circunferência de 40,075,161,2 metros. A Linha do equador é dividida em 360 graus de longitude, então cada grau na Linha do equador representa 111,319.9 metros ou aproximadamente 111.32 km. Quando se afasta da Linha do equador em direção a um pólo, no entanto, um grau de longitude é multiplicado pelo cosseno da latitude, diminuindo a distância, aproximando-se de zero no pólo. O número de casas decimais requerido para uma precisão particular na Linha do equador é:
| decimal locais | decimal graus | DMS              | Escala qualitativa que pode ser identificada                         | N/S ou E/W na Linha do equador | E/W em 23N/S | E/W em 45N/S | E/W em 67N/S |
| -------------- | ------------- | ---------------- | -------------------------------------------------------------------- | ------------------------------ | ------------ | ------------ | ------------ |
| 0              | 1.0           | 1° 00′ 0″        | país ou grande região                                                | 111.32 km                      | 102.47 km    | 78.71 km     | 43.496 km    |
| 1              | 0.1           | 0° 06′ 0″        | grande cidade ou distrito                                            | 11.132 km                      | 10.247 km    | 7.871 km     | 4.3496 km    |
| 2              | 0.01          | 0° 00′ 36″       | vila ou aldeia                                                       | 1.1132 km                      | 1.0247 km    | 787.1 m      | 434.96 m     |
| 3              | 0.001         | 0° 00′ 3.6″      | bairro, rua                                                          | 111.32 m                       | 102.47 m     | 78.71 m      | 43.496 m     |
| 4              | 0.0001        | 0° 00′ 0.36″     | ruas individuais, propriedades particulares                          | 11.132 m                       | 10.247 m     | 7.871 m      | 4.3496 m     |
| 5              | 0.00001       | 0° 00′ 0.036″    | árvores individuais                                                  | 1.1132 m                       | 1.0247 m     | 787.1 mm     | 434.96 mm    |
| 6              | 0.000001      | 0° 00′ 0.0036″   | humanos individuais                                                  | 111.32 mm                      | 102.47 mm    | 78.71 mm     | 43.496 mm    |
| 7              | 0.0000001     | 0° 00′ 0.00036″  | limite prático de topografia comercial                               | 11.132 mm                      | 10.247 mm    | 7.871 mm     | 4.3496 mm    |
| 8              | 0.00000001    | 0° 00′ 0.000036″ | levantamento especializado (por exemplo, mapeamento placa tectônica) | 1.1132 mm                      | 1.0247 mm    | 787.1 µm     | 434.96 µm    |

Um valor em graus decimais com uma precisão de 4 casas decimais é preciso para 11,132 metros na Linha do equador. Um valor em graus decimais para 5 casas decimais é preciso para 1,1132 metros na Linha do equador. A elevação também apresenta um pequeno erro. A uma elevação de 6,378 m, o raio e a distância da superfície são aumentados em 0,001 ou 0,1%.  Como a terra não é plana, a precisão da parte da longitude das coordenadas aumenta mais para a Linha do equador que você obtém.  A precisão da parte de latitude não aumenta tanto, mais estritamente no entanto, um comprimento de arco meridiano por 1 segundo depende da latitude no ponto em questão.  A discrepância do comprimento do arco meridiano de 1 segundo entre o eixo e o pólo é de cerca de 0,3 metros porque a Terra é um esferóide oblato.

## Exemplo
Um GMS o valor é convertido em graus decimais usando a fórmula:
{\displaystyle \mathrm {G} _{\text{dec}}=\mathrm {G} +{\frac {\mathrm {M} }{60}}+{\frac {\mathrm {S} }{3600}}}
Por exemplo, a representação de decimal para
38° 53′ 23″ N, 77° 00′ 32″ W
(A localização do Capitólio dos Estados Unidos) é
{\displaystyle {\begin{aligned}\mathrm {G} _{\text{dec}}=\mathrm {38} +{\frac {\mathrm {53} }{60}}+{\frac {\mathrm {23} }{3600}}\ &,\ \mathrm {G} _{\text{dec}}=\mathrm {77} +{\frac {\mathrm {0} }{60}}+{\frac {\mathrm {32} }{3600}}\\\\38.8897^{\circ }&,-77.0089^{\circ }\end{aligned}}}
Na maioria dos sistemas, como OpenStreetMap, os símbolos de graus são omitidos, reduzindo a representação para
38.8897,-77.0089
Para calcular os componentes {\displaystyle \mathrm {G} }, {\displaystyle \mathrm {M} } e {\displaystyle \mathrm {S} }, as seguintes fórmulas podem ser usadas:
{\displaystyle {\begin{aligned}\mathrm {G} &=\operatorname {trunc} (\mathrm {G} _{\text{dec}})\\\mathrm {M} &=\operatorname {trunc} ((|\mathrm {G} _{\text{dec}}|\times 60)\,{\bmod {\,}}60)\\\mathrm {S} &=\left(|\mathrm {G} _{\text{dec}}|\times 3600\right)\,{\bmod {\,}}60\end{aligned}}}
Onde {\displaystyle \left\vert \mathrm {G} _{\text{dec}}-\mathrm {G} \right\vert } é o valor absoluto de {\displaystyle \mathrm {G_{dec}-G} }, {\displaystyle trunc} é a função truncamento, e {\displaystyle mod} é o operador módulo. Note-se que com esta fórmula, apenas {\displaystyle \mathrm {G} } pode ser negativo e apenas {\displaystyle \mathrm {S} } pode ter um valor fracionário.